# José Macedo Sánchez
José Macedo Sánchez es un médico y político peruano.
Nació en Orellana, capital del distrito de Vargas Guerra en la provincia de Ucayali, departamento de Loreto. Entre 1975 y 1983 realizó sus estudios de medicina humana en la Universidad Nacional Federico Villarreal. Desde 1984 trabaja en el Hospital Regional de Pucallpa.
Es miembro del Partido Aprista Peruano. Como tal, participó en cuatro procesos electorales. En 1980 resultó elegido como regidor provincial de Coronel Portillo. Buscó sin éxito la reelección en las elecciones de 1998. En las elecciones generales del 2001 tentó por primera vez ser elegido congresista por Ucayali sin lograr la representación. En las elecciones del 2006 sí resultó elegido como congresista.